# Sergio Agüero
Sergio Leonel Agüero Del Castillo, noto come Sergio Agüero (Buenos Aires, 2 giugno 1988), è un ex calciatore argentino, di ruolo attaccante.
Considerato uno dei migliori attaccanti della sua generazione, è primatista di gol con il Manchester City in assoluto (260) e nelle competizioni UEFA (43). Con 184 gol è il miglior realizzatore straniero (e quarto assoluto) nella storia della Premier League.
In carriera si è aggiudicato una Europa League (2009-2010), una Supercoppa UEFA (2010), cinque campionati inglesi (2011-2012, 2013-2014, 2017-2018, 2018-2019 e 2020-2021), sei Coppe di Lega inglesi (2013-2014, 2015-2016, 2017-2018, 2018-2019, 2019-2020 e 2020-2021) tre Supercoppe inglesi (2012, 2018, 2019) e una Coppa d'Inghilterra (2018-2019).
Con la nazionale argentina ha disputato tre edizioni del campionato del mondo (2010, 2014 e 2018) e cinque della Copa América (2011, 2015, 2016, 2019 e 2021), vinta nel 2021 e chiusa al secondo posto in due occasioni (2015 e 2016). Inoltre ha vinto un oro olimpico con la selezione olimpica (2008). Dell'Albiceleste è il terzo calciatore con più gol all'attivo (42), dietro a Gabriel Batistuta e Lionel Messi.
A livello individuale, è stato eletto miglior marcatore e miglior giocatore del Mondiale Under-20 (2007). Nel 2014-2015 si è laureato capocannoniere del campionato inglese, con 26 reti.

## Biografia
Da bambino viene soprannominato El Kun (anche scritto sulla maglia da gioco), assegnatogli dal nonno per la somiglianza con il protagonista del cartone animato giapponese Kum Kum il cavernicolo. È stato fidanzato con la secondogenita di Diego Armando Maradona, Giannina, dalla quale ha avuto un figlio, Benjamin, nato nel 2009; la coppia si è separata nel 2013. Dal 2019 è legato alla modella argentina Sofia Calzetti, che nel 2024 lo ha reso padre per la seconda volta.
Nel 2008 ha preso parte a due canzoni: una cantata con Los Leales e intitolata Kun Agüero e un'altra cantata insieme a Diego Armando Maradona ed Ezequiel Agüero dei Mezgaya, fidanzato di sua sorella Gabriella, intitolata Dalma y Giannina son mi inspiración, dedicata proprio alle figlie del Pibe de Oro.
In un'intervista rilasciata nel 2015 al giornale sportivo Mundo Deportivo, ha dichiarato di essere diventato vegetariano dopo il campionato mondiale 2014, in seguito ad un consulto con Giuliano Poser, un medico italiano, lo stesso che si è occupato del compagno Lionel Messi. A detta di Agüero, che ha concluso la stagione 2014-2015 con il record personale di gol realizzati in una squadra di club, il cambio di regime alimentare e un programma di allenamento mirato sembrano aver risolto i cronici problemi muscolari che lo hanno afflitto nel corso della sua carriera, migliorandone le prestazioni.
Il 29 settembre 2017, al ritorno dal concerto dell'artista colombiano Maluma all'aeroporto di Amsterdam, il taxi in cui il giocatore stava viaggiando si schianta violentemente contro un palo della luce lungo la strada. L'argentino, che rimedia la frattura di due costole, viene costretto ad uno stop forzato di due mesi, saltando di fatto gli impegni di campionato e Champions League con il Manchester City e le gare di qualificazione al Mondiale di Russia 2018 con l'Argentina.

## Caratteristiche tecniche
Attaccante brevilineo, dotato di fantasia e talento, era molto agile e particolarmente abile negli inserimenti. Ambidestro, il suo ruolo iniziale era quello di seconda punta o esterno in un 4-3-3 ma, col tempo, ha cominciato a giocare nel ruolo di prima punta atipica, svariando il proprio raggio di azione senza dare punti di riferimento agli avversari. Dotato di ottima tecnica individuale, possedeva un'accelerazione bruciante e una spiccata intelligenza calcistica. Peculiare era il suo repentino cambio di direzione palla al piede, favorito dal baricentro basso e dalla potenza che riusciva ad imprimere nell'esecuzione del movimento. Nel corso delle stagioni aveva irrobustito la propria struttura muscolare e guadagnato in forza fisica senza per questo venir meno al suo stile di gioco originario che lo vedeva eccellere sia come goleador che assist man. Avendo una buona elevazione, inoltre, è stato un discreto colpitore di testa nonostante l'altezza non superiore al metro e settanta. Abile rigorista, El Kun ha messo a segno 46 penalty su 59 calciati.

## Carriera

### Club

#### Independiente

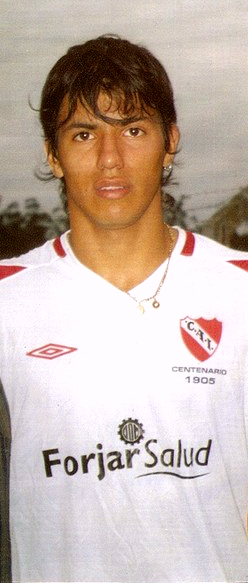
Agüero sedicenne con la maglia dell'Independiente nel 2005

Inizia a giocare nell'Independiente, squadra della Primera División argentina, debuttando in campionato il 7 luglio 2003 contro il San Lorenzo a 15 anni e 35 giorni, e diventando il più giovane giocatore ad aver esordito in Primera División nell'era professionistica, record detenuto fino ad allora da Diego Armando Maradona. Nel campionato di Apertura del 2005 il 18 agosto realizza 2 gol nella sfida vinta per 3 a 0 contro il Instituto.

#### Atlético Madrid
Nell'aprile del 2006 l'Atlético Madrid si assicura le sue prestazioni. Anche se l'Independiente inizialmente nega il trasferimento, è lo stesso Agüero ad ammettere che non sa cosa succederà nel futuro e che potrebbero essere gli ultimi gol e partite con l'Indipendiente. Il 29 maggio, in una conferenza stampa, l'Atlético annuncia di averne completato l'acquisto e due giorni dopo conferma la firma di un contratto di sei anni, dopo aver concluso un trasferimento da € 25 milioni. Chiude la sua prima stagione con la maglia dei Colchoneros con 7 gol realizzati in 42 partite giocate.

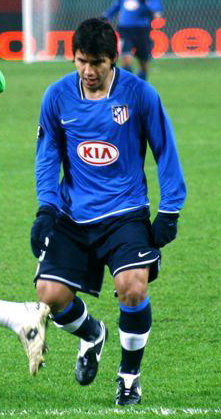
Agüero con la maglia dell'Atlético Madrid nel 2007

Dopo la stagione di debutto nel calcio spagnolo, termina la stagione 2007-2008 al terzo posto nella classifica cannonieri con 19 reti segnate. I Colchoneros superano il turno di Coppa Intertoto, raggiungendo il turno eliminatorio per accedere alla Coppa UEFA, dove il 16 agosto segna un gol contro il Vojvodina (3-0). Il primo gol in campionato, arriva il 25 agosto 2007, nel derby alla prima giornata contro il Real Madrid, sfida persa 2-1. Il 4 ottobre seguente, nella partita giocata contro il K. Erciyesspor valida per la fase a gironi di Coppa UEFA, realizza la sua prima doppietta in stagione nell'incontro conclusosi sul 5-0. Due settimane più tardi, sempre in Coppa UEFA, segna altri 2 gol contro la Lokomotiv Mosca (3-3). Il 3 marzo 2008 segna 2 gol nella sfida vinta contro il Barcellona per 4-2. Realizza la sua terza doppietta nel 6-3 conquistato contro l'Almería. Nelle ultime 6 partite di campionato segna 5 gol, l'ultimo nella sfida persa contro il Valencia, terminando la stagione con 27 reti in 50 partite tra tutte le competizioni.
Il 14 maggio 2008 riceve il Premio Antonio Puerta come miglior giocatore del campionato di quell'anno.
Il 13 settembre segna il primo gol nella sfida persa per 2-1 il Real Valladolid. Il 16 settembre esordisce nella UEFA Champions League, giocando una partita della fase a gironi contro il PSV, dove realizza una doppietta che consente all'Atletico di vincere 3-0. L'11 ottobre 2008 l'Atlético Madrid versa nelle casse dell'Independiente i 5 milioni di euro restanti per completare il trasferimento; Agüero diventa così un giocatore dell'Atlético a tutti gli effetti. Il 1º novembre arriva la sua prima doppietta stagionale in Liga, nella partita vinta 2-0 contro il Maiorca. Segna altri 2 gol nel 5-2 rifilato allo Sporting Gijón giocata il 6 dicembre. Come l'anno precedente si ripete nella sfida contro il Barcellona con un'altra doppietta. Termina l'annata con 21 marcature complessive in 47 partite disputate.
Il primo gol nella stagione 2009-2010 arriva il 19 settembre 2009 nella sfida persa 5-2 contro il Barcellona alla terza giornata di Liga. Protagonista con 2 gol nella sfida pareggiata 2-2 contro il Chelsea nella quarta giornata di Champions League. Segna nel derby di Madrid all'Estadio Vicente Calderón contro il Real Madrid il 7 novembre (2-3). Nel 4 a 0 contro l'Espanyol arriva la sua prima doppietta il 29 novembre. Il 5 dicembre nella sua ultima partita dell'anno in campionato realizza uno dei 4 gol subiti dal Real Valladolid. Con il KO per 3-0 contro il Porto l'8 dicembre l'Atlético Madrid viene eliminata dalla competizione arrivando al terzo posto qualificandosi così ai sedicesimi di finale di UEFA Europa League, dove il 18 e il 25 febbraio 2010 sfida il Galatasaray pareggiando l'andata 1-1 e vincendo il ritorno per 2 a 1. Dopo la squadra turca arriva lo Sporting Lisbona (11 marzo andata 0-0) dove nella sfida del ritorno allo Stadio José Alvalade è il protagonista della partita con 2 gol che permettono alla squadra madrilena con un 2-2 di passare il turno per i gol fuori casa. Nella giornata di campionato seguente a quella dell'Europa League segna un gol nel 2-0 interno contro l'Athletic Bilbao.
Ai quarti di finale è una sfida tutta spagnola contro il Valencia: Agüero, nella partita di andata del primo aprile, serve l'assist per la rete di Diego Forlán (2-2). Viene ammonito sia all'andata che al ritorno, dunque salta l'andata delle semifinali. Come nella sfida degli ottavi, l'Atlético supera il turno con due pareggi, qualificandosi al turno successivo. Dopo aver saltato la prima partita (1-0 per l'Atlético) ritorna ad Anfield per sfidare il Liverpool, dove i Colchoneros, nonostante la sconfitta subita per 2-1, raggiungono la finale grazie alla regola dei gol fuori casa.
Il 12 maggio 2010 è protagonista nella finale di Europa League contro gli inglesi del Fulham, assistendo Diego Forlán in entrambe le reti che fissano il risultato sul 2-1 e assegnano il trofeo all'Atlético Madrid dopo i tempi supplementari, a 36 anni di distanza dall'ultimo successo europeo del club spagnolo. Non arriva però il bis per la squadra di Madrid che deve arrendersi al Siviglia nella finale di Copa del Rey per 2-1 disputata al Camp Nou di Barcellona. Conclude la stagione segnando 19 gol in 54 sfide complessive.

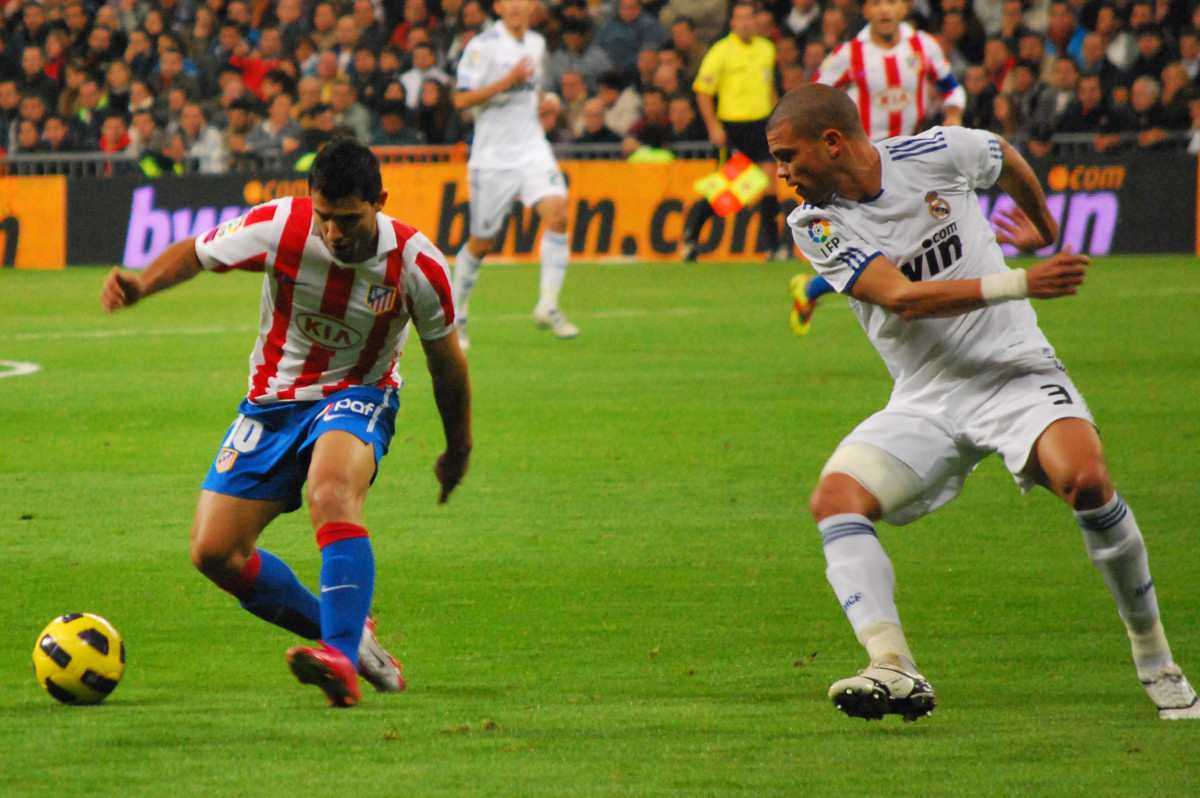
Agüero impegnato in un derby madrileno nel 2010

Il 27 agosto 2010 segna una rete nella gara di Supercoppa europea disputata a Monte Carlo contro l'Inter e terminata 2-0 per i Colchoneros. Nella sua prima partita di UEFA Europa League, il 21 ottobre 2010 contro il Rosenborg (3-0), realizza un gol. Sei giorni dopo, in Coppa del Re contro il Las Palmas, nella gara finita 5-0, realizza una doppietta. Il primo gol in Liga lo realizza il 30 ottobre 2010 nella sfida interna pareggiata 1-1 contro l'Almerìa. Segna 2 gol contro la Real Sociedad il 21 novembre finita 4-2 per i biancorossi. L'11 dicembre 2010 disputa contro il Deportivo La Coruña la partita numero 300 in carriera riuscendo anche a segnare un gol in una gara poi terminata 2-0.
Il 4 gennaio 2011 rinnova il suo contratto fino al 30 giugno 2014 e viene abbassata la clausola rescissoria, che scende da 60 a 45 milioni di euro. Il giorno seguente viene nominato vice-capitano dell'Atlético Madrid insieme al compagno di reparto Forlan. Decide la sfida di febbraio contro il Real Saragozza segnando l'unico gol della partita.
Il 12 marzo 2011 segna 2 gol contro l'Almerìa (2-2) e il 24 aprile contro il Levante realizza la sua quinta doppietta della stagione. Il 30 aprile regala un'altra vittoria all'Atletico nell'1-0 contro il Deportivo la Coruña. Il 30 aprile 2011 contro il Deportivo al Riazor riesce a marcare il 98º gol con l'Atletico entrando nella top 10 dei marcatori storici del club. Il 21 maggio realizza una tripletta contro il Maiorca nella partita vinta 4 a 3 dall'Atlético Madrid

#### Manchester City
Il 28 luglio 2011 si trasferisce al Manchester City per 45 milioni di euro. Al giocatore verrà corrisposto un ingaggio settimanale di circa 200.000 euro, per un totale di € 10,4 milioni a stagione. Il 15 agosto 2011, segna i suoi primi due gol con la maglia dei Citizens, all'esordio, nella vittoria per 4-0 contro lo Swansea City. Il 10 settembre 2011 sigla la sua prima tripletta, nella gara contro il Wigan (3-0). Il 18 settembre seguente marca una doppietta contro il Fulham, mettendo così a segno 8 gol nelle prime 5 giornate di Premier League. Il 18 ottobre 2011, segna il suo primo gol in Champions League, nella partita vinta al 92' contro il Villarreal. Il 29 novembre, segna il suo primo gol in Carling Cup, nella partita vinta per 1-0 contro l'Arsenal. Il 21 dicembre, nella partita vinta per 3-0 contro lo Stoke City, realizza una doppietta. L'8 gennaio 2012, nella partita persa dai Citizens per 3-2 contro il Manchester Utd in FA Cup realizza il suo primo gol nella competizione. Dopo l'eliminazione dalla UEFA Champions League, è protagonista nei sedicesimi di finale di Europa League, dove contro il Porto sia all'andata (16 febbraio finita 2-1 per il City) e sia al ritorno (23 febbraio finita 4-0) è autore di 2 gol. Il 15 marzo, nella gara di ritorno degli ottavi di UEFA Europa League contro lo Sporting Lisbona, realizza una doppietta, la partita viene vinta per 3-2 dal Manchester City, ma non basta per ribaltare l'1-0 dell'andata e qualificarsi ai quarti.

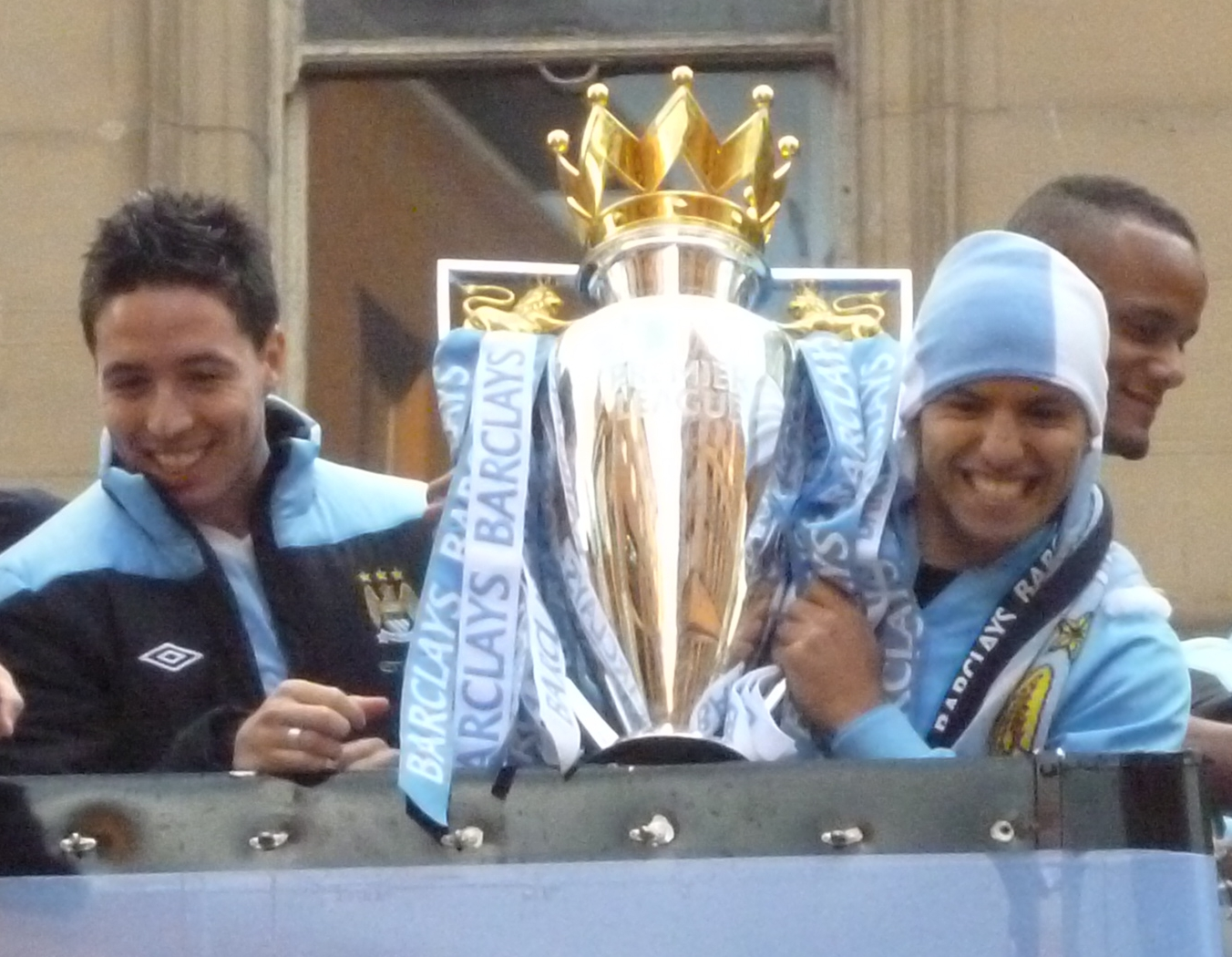
Nasri e Agüero mentre festeggiano la vittoria della Premier League nel 2012

Arriva al ventesimo gol in campionato il 14 aprile 2012 nella partita contro il Norwich City, finita 6-1 per i Citizens, gara in cui peraltro segna una doppietta. Il 13 maggio 2012, si gioca l'ultima partita di Premier tra QPR e Manchester City: dopo un campionato combattuto, all'ultima giornata il Manchester United ha superato il Sunderland per 0-1 arrivando a quota 89 punti, mentre il City è sorprendentemente sotto in casa contro il QPR per 2-1, restando a 86 punti: al 92' arriva il 2-2 di Edin Džeko su calcio d'angolo battuto da David Silva e al 94' Nigel de Jong recupera un pallone dalla sua area portandolo fino alla trequarti del QPR, dove Agüero si fa vedere e riceve sulla trequarti, scambia con Mario Balotelli, che difende il pallone e da terra riesce a passare nuovamente la sfera all'argentino, che finta inizialmente il tiro saltando l'ultimo difensore e scarica in porta battendo Paddy Kenny, nell'ultima azione dell'incontro prima del fischio finale dell'arbitro. Il Manchester United è raggiunto a 89 punti, ma grazie alla differenza reti favorevole il City sorpassa i cugini in classifica: Aguero entra nella leggenda consentendo ai Citizens di vincere la Premier League a distanza di 44 anni dall'ultima volta.
Apre la stagione seguente vincendo il Community Shield al Villa Park di Birmingham, grazie alla vittoria per 3-2 sul Chelsea. Poco dopo però verrà bloccato da un infortunio che all'inizio sembra abbastanza grave, ma alla fine si rivelerà una cosa sistemabile in poco tempo. Il 29 settembre, contro il Fulham segna il gol dell'1-1, la partita finisce 2-1 con gol partita di Edin Džeko. Nella sfida del 17 novembre vinta 5 a 0 contro l'Aston Villa realizza una doppietta, un gol su rigore e uno in contropiede, che trascina momentaneamente in vetta al campionato il City con 28 punti. Nel finale di stagione ha diversi infortuni, alla coscia e al ginocchio. Conclude la sua seconda stagione con 40 partite e 17 gol.
Nel derby del 22 settembre 2013 contro il Manchester United realizza una doppietta (4-1). Salta per infortunio il match contro l'Aston Villa (2-3) e torna in campo nella vittoria per 3-1 contro l'Everton. Quattro giorni dopo decide la sfida di Champions League contro il CSKA Mosca (2-1), segnando due gol. A fine stagione riesce a vincere la sua seconda Premier League, nonostante i molti infortuni che hanno caratterizzato la sua annata.

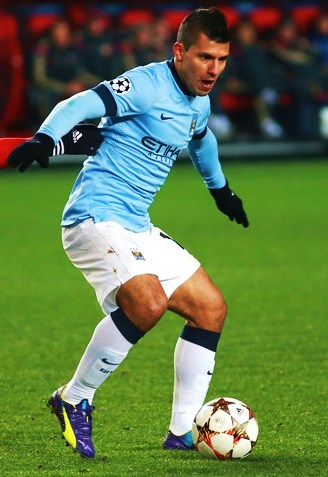
Agüero con la maglia del Manchester City nel 2014

La nuova stagione non si apre bene per i campioni d'Inghilterra che, il 10 agosto, vengono sconfitti in Community Shield dall'Arsenal. Pochi giorni dopo, il 14 agosto 2014, rinnova il proprio contratto con il Manchester City per altri cinque anni. Agüero, in campionato, parte bene realizzando 5 reti nelle prime 7 giornate, andando poi ad incrementare il proprio bottino realizzando il 18 ottobre un poker di reti contro il Tottenham (4-1). Il 25 novembre realizza una tripletta ai danni del Bayern Monaco, nella sfida di Champions League vinta per 3-2 dai Citizens e valida per la fase a gironi. Il 6 dicembre nella gara di campionato contro l'Everton, in seguito a un contrasto di gioco con Muhamed Bešić, subisce un infortunio al ginocchio che lo terrà fuori dai campi per quasi un mese. Il 12 aprile 2015 realizza una doppietta, nel derby perso 4-2 contro il Manchester United, raggiungendo quota 100 reti in tutte le competizioni con la maglia degli Sky Blues. Il 9 maggio sigla un'altra tripletta contro il QPR e supera le 30 marcature stagionali complessive; infine il 24 maggio, nell'ultimo turno di Premier League contro il Southampton, mette a segno il 26º gol in campionato (32º stagionale, in entrambi i casi record personale con la maglia di club) che gli consente di vincere il Golden Boot (titolo di capocannoniere) 2014/2015.
Il 23 agosto, in occasione di Everton-Manchester City, partita valida per la terza giornata di Premier League 2015-2016, Aguero, mentre sta per battere un calcio d'angolo, nota sugli spalti un tifoso colto da un malore e così ferma il gioco, permettendone i soccorsi. Il 3 ottobre 2015 segna cinque gol nella vittoria 6-1 contro il Newcastle. Il 19 aprile 2016 realizza sempre contro il Newcastle la rete numero 100º in Premier. Il 1º novembre 2017 nella partita di UEFA Champions League tra Napoli e City realizza la rete del provvisorio 2-3, diventando il massimo goleador nella storia dei Citizens. Il 10 febbraio 2018 nella partita interna vinta per 5-1 contro il Leicester City realizza un poker di reti. Nel settembre 2018 rinnova fino al giugno 2021 il suo contratto con gli Sky Blues..
Il 10 febbraio 2019, nella partita vinta in casa contro il Chelsea (6-0), realizza la sua undicesima tripletta in Premier League (la quindicesima con la maglia del City), eguagliando il primato di Alan Shearer. Il 28 aprile decide con una marcatura la partita vinta fuori casa dal City contro il Burnley (0-1) e con più di 20 gol segnati in campionato per la quinta stagione consecutiva eguaglia il record di Thierry Henry.
Con la tripletta segnata il 12 gennaio 2020 nella vittoria contro l'Aston Villa per 6-1, raggiunge quota 177 gol con il club, diventando il migliore realizzatore straniero (e quarto assoluto) nella storia della Premier League.
Dopo varie settimane trascorse lontano dai campi a causa di problemi al menisco, torna a giocare il 17 ottobre 2020, nella partita casalinga di campionato vinta per 1-0 contro l'Arsenal. Quattro giorni dopo segna il suo primo gol nella nuova stagione, nella vittoria per 3-1 contro il Porto in UEFA Champions League. Il primo gol stagionale in Premier League, nonché primo in campionato dopo quattordici mesi, arriva il 13 marzo 2021, nella gara vinta per 3-0 in casa del Fulham. Il 29 marzo seguente il club comunica ufficialmente che il calciatore lascerà la squadra al termine della stagione agonistica 2020-2021, alla scadenza del suo contratto. Il 23 maggio 2021 Aguero gioca la sua ultima partita di Premier League con il Manchester City, entrando nel secondo tempo e segnando due reti (al 71' e al 76') che gli consentono di superare Wayne Rooney e di stabilire il primato di gol (184) con una sola squadra in Premier League. L'ultima sua apparizione con la maglia dei Citizens risale al 29 maggio 2021, in occasione della finale di UEFA Champions League, persa a Porto contro il Chelsea per 1-0; nell'occasione Aguero subentra al 77' minuto di gioco al posto di Raheem Sterling.
Chiude la propria esperienza inglese con un totale di 390 presenze e 260 reti in tutte le competizioni.

#### Barcellona
Il 31 maggio 2021 viene ingaggiato dal Barcellona, con il quale firma un contratto di due stagioni che prevede una clausola rescissoria di 100 milioni di euro. A causa di uno strappo al tendine interno della gamba destra che lo costringe a 10 settimane di stop, esordisce solo il successivo 17 ottobre, subentrando ad Ansu Fati nella sfida interna contro il Valencia, vinta dai blaugrana per 3-1. Una settimana dopo, il 24 ottobre, esordisce nel Clásico, subentrando al 74º minuto ad Ansu Fati; contestualmente trova anche la prima rete con la nuova maglia, tuttavia insufficiente a ribaltare le sorti dell'incontro (vinto dal Real Madrid per 2-1).
Il 31 ottobre, nella partita casalinga contro l'Alavés, è vittima di un'aritmia cardiaca, che lo costringe ad abbandonare il campo anzitempo e alla sospensione dell'attività agonistica per almeno tre mesi. Per salvaguardare le proprie condizioni di salute il 15 dicembre annuncia il ritiro, all'età di 33 anni.

### Nazionale

#### Nazionale giovanile
Nel 2004 viene convocato per giocare il campionato sudamericano Under-16 in Paraguay. Gioca la sua prima partita il 12 settembre a Encarnación contro gli Stati Uniti Under-16 vinta 2-1, segna un gol. Si qualifica ai quarti di finale dove il 22 settembre grazie ad un suo gol l'Argentina batte 1-0 il Perù Under-16. Perde in semifinale il 24 settembre a Luque 2-0 contro la Colombia. Conclude il suo torneo con 4 partite e 3 gol.
Nel 2005, a 17 anni, partecipa al mondiale Under-20, vinto con la nazionale argentina. Esordisce il 14 giugno contro l'Egitto nella partita vinta per 2-0. Il 28 giugno, battendo il Brasile Under-20 in semifinale 2-1, l'Argentina si qualifica in finale dove Agüero si procura il rigore che, realizzato da Messi, decide l'incontro con la Nigeria, la partita finisce 2-1 per l'Argentina, che rivince il mondiale dopo quello nel 2001.
Nel 2007 vince per la seconda volta consecutiva il mondiale Under-20, organizzato in Canada. Debutta il 30 giugno a Ottawa contro la nazionale di calcio della Repubblica Ceca Under-20 (0-0). Il 3 luglio segna 2 gol nella sfida contro il Panama Under-20 (6-0). Tre giorni dopo decide l'ultima partita del girone grazie ad un suo gol, nella sfida vinta 1 a 0 contro la Corea del Nord Under-20. L'Argentina si qualifica agli ottavi di finale, dove, a Toronto, il 12 luglio, contro la Polonia Under-20, segna una doppietta che permette alla Seleccion di accedere ai quarti, vinti contro il Messico. In semifinale, il 19 luglio, vince 3-0 contro la nazionale cilena Under-20, qualificandosi in finale. Il 22 luglio, a Toronto, si laurea campione nella partita vinta 2-1 contro la Repubblica Ceca. Al 60' la Cechia passa in vantaggio grazie al gol di Martin Fenin, al 62' grazie ad un suo gol pareggia 1-1 e all'86' grazie al gol di Mauro Zárate l'Argentina vince. Viene premiato con il Pallone d'oro quale miglior giocatore della manifestazione, dopo essersi affermato come capocannoniere del torneo con 6 reti segnate.

#### Nazionale olimpica
Nel 2008 viene incluso dal CT Sergio Batista nella rappresentativa olimpica per i giochi olimpici di Pechino. Gioca la sua prima partita il 7 agosto contro la Costa d'Avorio, partita vinta 2 a 1, viene ammonito e sostituito all'80'. Il 19 agosto a Pechino realizza due reti al Brasile in semifinale; il 23 agosto in finale la sua squadra batte la Nigeria e conquista l'oro olimpico.

#### Nazionale maggiore

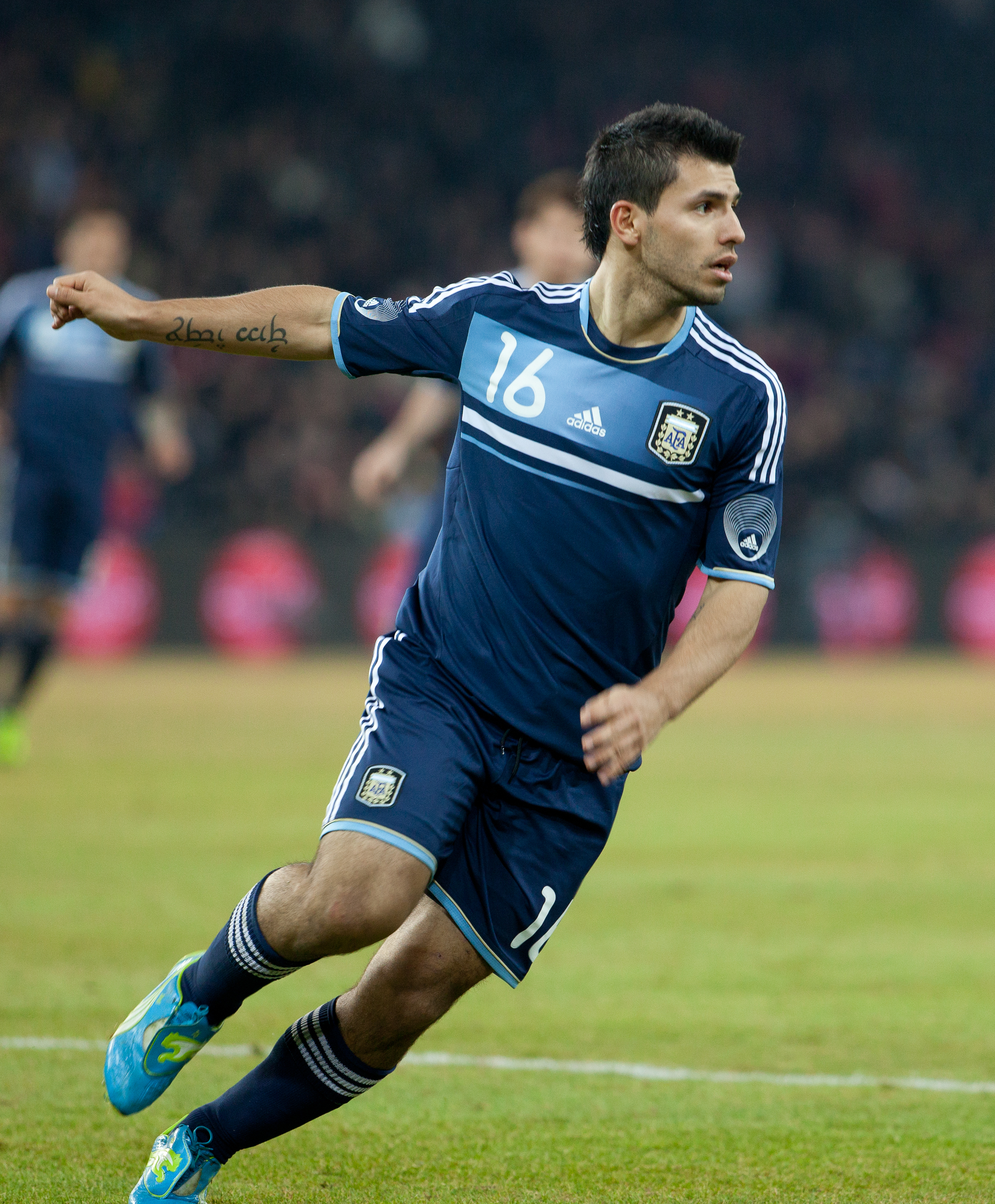
Agüero in azione con la maglia dell'Argentina nel 2012

Esordisce con la nazionale maggiore, il 3 settembre 2006, in un'amichevole contro il Brasile all'Emirates Stadium di Londra.
Nel campionato del mondo 2010 disputato in Sudafrica viene inserito nella lista dei 23 convocati dal CT Diego Armando Maradona e fa il suo debutto assoluto nella manifestazione il 17 giugno al Soccer City di Johannesburg, nel secondo tempo della partita contro la Corea del Sud, contribuendo immediatamente da protagonista alle due reti realizzate da Higuaín. Tuttavia l'Argentina non riesce a superare i quarti di finale, dopo la sconfitta per 4-0 subita ad opera della Germania.
Il 27 giugno 2011 viene inserito dal CT Sergio Batista nella lista dei convocati per la Coppa America da disputare in casa. Nel match inaugurale subentra a Ezequiel Lavezzi e va subito in rete, segnando il gol del 1-1 contro la Bolivia. Il 12 luglio realizza una doppietta nella partita vinta contro la Costa Rica. L'Argentina esce però ai quarti, battuta ai rigori dall'Uruguay, poi vincitore del torneo.

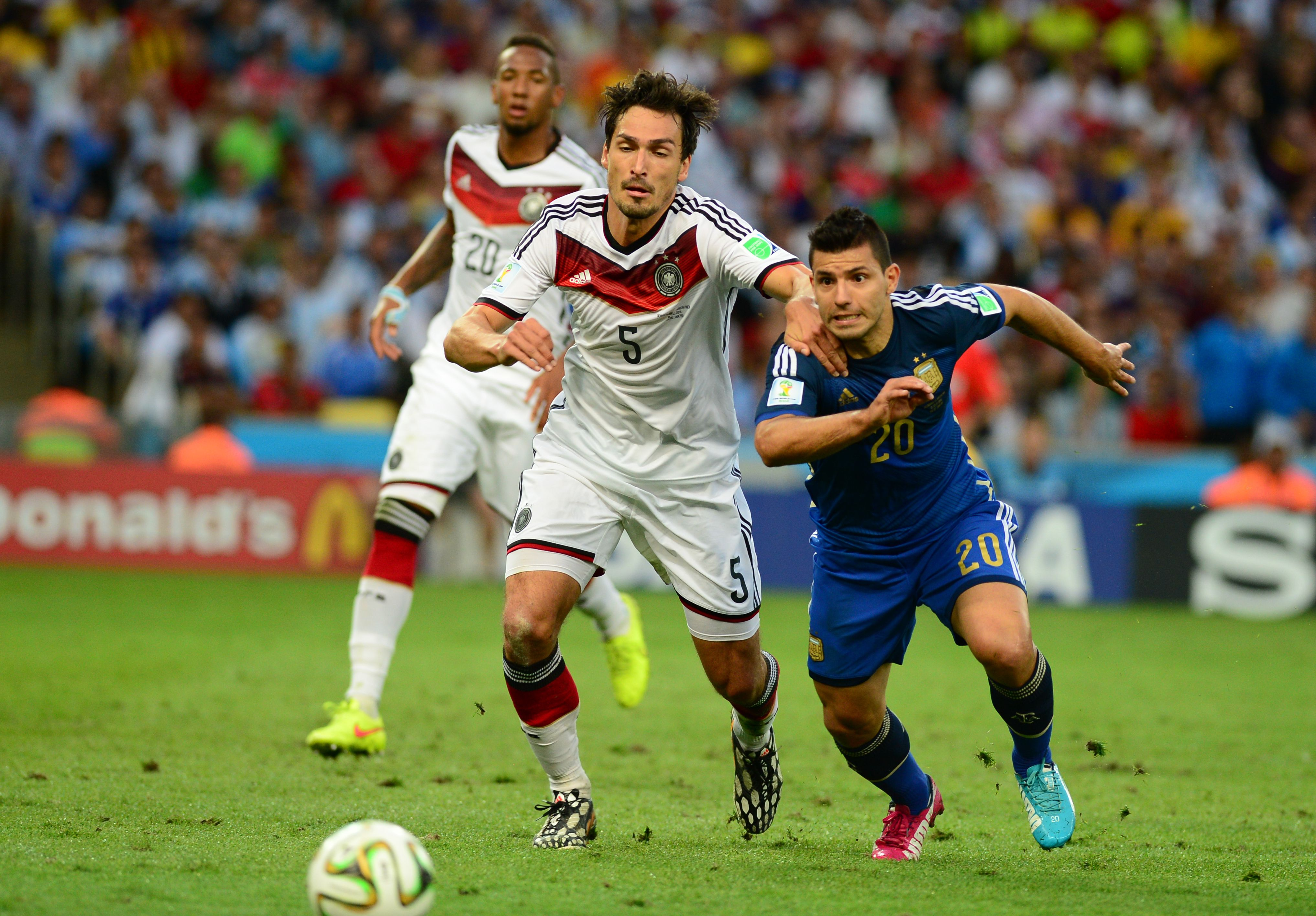
Agüero in azione con la nazionale argentina nella finale del

Convocato per il campionato del mondo 2014, Agüero si presenta all'esordio contro la Bosnia Erzegovina in non perfette condizioni fisiche; nel corso del primo tempo dell'ultima partita della fase a gironi (Nigeria-Argentina) subisce l'ennesimo infortunio muscolare della stagione, che sembra comprometterne l'intero torneo. Un recupero lampo gli consente tuttavia di essere a disposizione per la semifinale: parte dalla panchina e, seppur lontano dalla migliore condizione, dopo i tempi supplementari trasforma uno dei rigori che consentono all'Albiceleste di eliminare l'Olanda. L'Argentina arriva sino in fondo alla competizione; Agüero subentra al 46º minuto nella finale persa contro la Germania, 1-0 dopo i tempi supplementari.
Convocato per la Copa América 2015, scende in campo in cinque occasioni, andando in rete tre volte, in una manifestazione che si conclude con la sconfitta in finale ai rigori contro il Cile. Viene convocato anche per la Copa América Centenario, disputatasi negli Stati Uniti, manifestazione in cui scende in campo in cinque occasioni, andando in rete una volta sola, venendo sconfitto ancora in finale e nuovamente ai rigori dal Cile.
Convocato per il campionato del mondo 2018, Agüero scende in campo in quattro occasioni, benché solo due da titolare, andando a segno nella gara d'esordio pareggiata 1-1 contro l'Islanda e nell'ottavo di finale perso 4-3 contro la Francia.
Nel 2019 viene convocato per la Copa América, in cui realizza due reti: una nel successo ai gironi contro il Qatar (2-0) e l'altra nella finale terzo posto vinta contro il Cile (2-1).
Chiamato anche per l'edizione del 2021, in occasione della sfida per 4-1 ai gironi contro la Bolivia, raggiunge quota 100 presenze con l'albiceleste, partita in cui realizza anche un assist.
La nazionale argentina vincerà poi il titolo e Agüero collezionerà un'altra presenza, la numero 101, contro l'Ecuador.

## Statistiche
Tra club e nazionale maggiore Agüero ha disputato complessivamente 786 partite segnando 427 reti, con la media di 0,54 gol a partita.

### Presenze e reti nei club
| Stagione               | Squadra                | Campionato             | Campionato | Campionato | Coppe nazionali | Coppe nazionali | Coppe nazionali | Coppe continentali | Coppe continentali | Coppe continentali | Altre coppe | Altre coppe | Altre coppe | Totale | Totale |
| Stagione               | Squadra                | Comp                   | Pres       | Reti       | Comp            | Pres            | Reti            | Comp               | Pres               | Reti               | Comp        | Pres        | Reti        | Pres   | Reti   |
| ---------------------- | ---------------------- | ---------------------- | ---------- | ---------- | --------------- | --------------- | --------------- | ------------------ | ------------------ | ------------------ | ----------- | ----------- | ----------- | ------ | ------ |
| 2002-2003              | Independiente          | PD                     | 1          | 0          | -               | -               | -               | -                  | -                  | -                  | -           | -           | -           | 1      | 0      |
| 2003-2004              | Independiente          | PD                     | 5          | 0          | -               | -               | -               | CL                 | 2                  | 0                  | -           | -           | -           | 7      | 0      |
| 2004-2005              | Independiente          | PD                     | 12         | 5          | -               | -               | -               | -                  | -                  | -                  | -           | -           | -           | 12     | 5      |
| 2005-2006              | Independiente          | PD                     | 36         | 18         | -               | -               | -               | -                  | -                  | -                  | -           | -           | -           | 36     | 18     |
| Totale Independiente   | Totale Independiente   | Totale Independiente   | 54         | 23         |                 | -               | -               |                    | 2                  | 0                  |             | -           | -           | 56     | 23     |
| 2006-2007              | Atlético Madrid        | PD                     | 38         | 6          | CR              | 4               | 1               | -                  | -                  | -                  | -           | -           | -           | 42     | 7      |
| 2007-2008              | Atlético Madrid        | PD                     | 37         | 19         | CR              | 4               | 2               | Int+CU             | 1+8                | 0+6                | -           | -           | -           | 50     | 27     |
| 2008-2009              | Atlético Madrid        | PD                     | 37         | 17         | CR              | 1               | 0               | UCL                | 9                  | 4                  | -           | -           | -           | 47     | 21     |
| 2009-2010              | Atlético Madrid        | PD                     | 31         | 12         | CR              | 7               | 1               | UCL+UEL            | 8+8                | 4+2                | -           | -           | -           | 54     | 19     |
| 2010-2011              | Atlético Madrid        | PD                     | 32         | 20         | CR              | 4               | 3               | UEL                | 4                  | 3                  | SU          | 1           | 1           | 41     | 27     |
| Totale Atlético Madrid | Totale Atlético Madrid | Totale Atlético Madrid | 175        | 74         |                 | 20              | 7               |                    | 38                 | 19                 |             | 1           | 1           | 234    | 101    |
| 2011-2012              | Manchester City        | PL                     | 34         | 23         | FACup+CdL       | 1+3             | 1+1             | UCL+UEL            | 6+4                | 1+4                | CS          | 0           | 0           | 48     | 30     |
| 2012-2013              | Manchester City        | PL                     | 30         | 12         | FACup+CdL       | 4+0             | 3+0             | UCL                | 5                  | 2                  | CS          | 1           | 0           | 40     | 17     |
| 2013-2014              | Manchester City        | PL                     | 23         | 17         | FACup+CdL       | 3+2             | 4+1             | UCL                | 6                  | 6                  | -           | -           | -           | 34     | 28     |
| 2014-2015              | Manchester City        | PL                     | 33         | 26         | FACup+CdL       | 1+1             | 0               | UCL                | 7                  | 6                  | CS          | 0           | 0           | 42     | 32     |
| 2015-2016              | Manchester City        | PL                     | 30         | 24         | FACup+CdL       | 1+4             | 1+2             | UCL                | 9                  | 2                  | -           | -           | -           | 44     | 29     |
| 2016-2017              | Manchester City        | PL                     | 31         | 20         | FACup+CdL       | 5+1             | 5+0             | UCL                | 8                  | 8                  | -           | -           | -           | 45     | 33     |
| 2017-2018              | Manchester City        | PL                     | 25         | 21         | FACup+CdL       | 3+4             | 2+3             | UCL                | 7                  | 4                  | -           | -           | -           | 39     | 30     |
| 2018-2019              | Manchester City        | PL                     | 33         | 21         | FACup+CdL       | 2+3             | 2+1             | UCL                | 7                  | 6                  | CS          | 1           | 2           | 46     | 32     |
| 2019-2020              | Manchester City        | PL                     | 24         | 16         | FACup+CdL       | 2+3             | 2+3             | UCL                | 3                  | 2                  | CS          | 0           | 0           | 32     | 23     |
| 2020-2021              | Manchester City        | PL                     | 12         | 4          | FACup+CdL       | 0+1             | 0               | UCL                | 7                  | 2                  | -           | -           | -           | 20     | 6      |
| Totale Manchester City | Totale Manchester City | Totale Manchester City | 275        | 184        |                 | 44              | 31              |                    | 69                 | 43                 |             | 2           | 2           | 390    | 260    |
| lug.-dic. 2021         | Barcellona             | PD                     | 4          | 1          | CR              | 0               | 0               | UCL                | 1                  | 0                  | SS          | 0           | 0           | 5      | 1      |
| Totale carriera        | Totale carriera        | Totale carriera        | 508        | 282        |                 | 64              | 38              |                    | 110                | 62                 |             | 3           | 3           | 685    | 385    |

### Cronologia presenze e reti in nazionale
| Cronologia completa delle presenze e delle reti in nazionale ― Argentina | Cronologia completa delle presenze e delle reti in nazionale ― Argentina | Cronologia completa delle presenze e delle reti in nazionale ― Argentina | Cronologia completa delle presenze e delle reti in nazionale ― Argentina | Cronologia completa delle presenze e delle reti in nazionale ― Argentina | Cronologia completa delle presenze e delle reti in nazionale ― Argentina | Cronologia completa delle presenze e delle reti in nazionale ― Argentina | Cronologia completa delle presenze e delle reti in nazionale ― Argentina |
| Data                                                                     | Città                                                                    | In casa                                                                  | Risultato                                                                | Ospiti                                                                   | Competizione                                                             | Reti                                                                     | Note                                                                     |
| ------------------------------------------------------------------------ | ------------------------------------------------------------------------ | ------------------------------------------------------------------------ | ------------------------------------------------------------------------ | ------------------------------------------------------------------------ | ------------------------------------------------------------------------ | ------------------------------------------------------------------------ | ------------------------------------------------------------------------ |
| 3-9-2006                                                                 | Londra                                                                   | Argentina                                                                | 0 – 3                                                                    | Brasile                                                                  | Amichevole                                                               | -                                                                        | 60’ 66’                                                                  |
| 11-10-2006                                                               | Murcia                                                                   | Spagna                                                                   | 2 – 1                                                                    | Argentina                                                                | Amichevole                                                               | -                                                                        | 72’                                                                      |
| 7-2-2007                                                                 | Saint-Denis                                                              | Francia                                                                  | 0 – 1                                                                    | Argentina                                                                | Amichevole                                                               | -                                                                        | 84’                                                                      |
| 11-9-2007                                                                | Melbourne                                                                | Australia                                                                | 0 – 1                                                                    | Argentina                                                                | Amichevole                                                               | -                                                                        | 90’                                                                      |
| 13-10-2007                                                               | Buenos Aires                                                             | Argentina                                                                | 2 – 0                                                                    | Cile                                                                     | Qual. Mondiali 2010                                                      | -                                                                        | 74’                                                                      |
| 17-11-2007                                                               | Buenos Aires                                                             | Argentina                                                                | 3 – 0                                                                    | Bolivia                                                                  | Qual. Mondiali 2010                                                      | 1                                                                        | 75’                                                                      |
| 26-3-2008                                                                | Il Cairo                                                                 | Egitto                                                                   | 0 – 2                                                                    | Argentina                                                                | Amichevole                                                               | 1                                                                        | 86’                                                                      |
| 4-6-2008                                                                 | San Diego                                                                | Messico                                                                  | 1 – 4                                                                    | Argentina                                                                | Amichevole                                                               | 1                                                                        | 84’                                                                      |
| 8-6-2008                                                                 | East Rutherford                                                          | Stati Uniti                                                              | 0 – 0                                                                    | Argentina                                                                | Amichevole                                                               | -                                                                        | 88’                                                                      |
| 15-6-2008                                                                | Buenos Aires                                                             | Argentina                                                                | 1 – 1                                                                    | Ecuador                                                                  | Qual. Mondiali 2010                                                      | -                                                                        |                                                                          |
| 18-6-2008                                                                | Belo Horizonte                                                           | Brasile                                                                  | 0 – 0                                                                    | Argentina                                                                | Qual. Mondiali 2010                                                      | -                                                                        | 67’                                                                      |
| 6-9-2008                                                                 | Buenos Aires                                                             | Argentina                                                                | 1 – 1                                                                    | Paraguay                                                                 | Qual. Mondiali 2010                                                      | 1                                                                        | 46’                                                                      |
| 10-9-2008                                                                | Lima                                                                     | Perù                                                                     | 1 – 1                                                                    | Argentina                                                                | Qual. Mondiali 2010                                                      | -                                                                        | 63’                                                                      |
| 11-10-2008                                                               | Buenos Aires                                                             | Argentina                                                                | 2 – 1                                                                    | Uruguay                                                                  | Qual. Mondiali 2010                                                      | 1                                                                        | 71’                                                                      |
| 15-10-2008                                                               | Santiago del Cile                                                        | Cile                                                                     | 1 – 0                                                                    | Argentina                                                                | Qual. Mondiali 2010                                                      | -                                                                        |                                                                          |
| 11-2-2009                                                                | Marsiglia                                                                | Francia                                                                  | 0 – 2                                                                    | Argentina                                                                | Amichevole                                                               | -                                                                        | 82’                                                                      |
| 28-3-2009                                                                | Buenos Aires                                                             | Argentina                                                                | 4 – 0                                                                    | Venezuela                                                                | Qual. Mondiali 2010                                                      | 1                                                                        | 78’                                                                      |
| 6-6-2009                                                                 | Buenos Aires                                                             | Argentina                                                                | 1 – 0                                                                    | Colombia                                                                 | Qual. Mondiali 2010                                                      | -                                                                        | 40’                                                                      |
| 12-8-2009                                                                | Mosca                                                                    | Russia                                                                   | 2 – 3                                                                    | Argentina                                                                | Amichevole                                                               | 1                                                                        | 63’                                                                      |
| 5-9-2009                                                                 | Rosario                                                                  | Argentina                                                                | 1 – 3                                                                    | Brasile                                                                  | Qual. Mondiali 2010                                                      | -                                                                        | 46’                                                                      |
| 9-9-2009                                                                 | Asunción                                                                 | Paraguay                                                                 | 1 – 0                                                                    | Argentina                                                                | Qual. Mondiali 2010                                                      | -                                                                        | 59’                                                                      |
| 24-5-2010                                                                | Buenos Aires                                                             | Argentina                                                                | 5 – 0                                                                    | Canada                                                                   | Amichevole                                                               | 1                                                                        | 70’                                                                      |
| 17-6-2010                                                                | Johannesburg                                                             | Argentina                                                                | 4 – 1                                                                    | Corea del Sud                                                            | Mondiali 2010 - 1º turno                                                 | -                                                                        | 75’                                                                      |
| 22-6-2010                                                                | Polokwane                                                                | Grecia                                                                   | 0 – 2                                                                    | Argentina                                                                | Mondiali 2010 - 1º turno                                                 | -                                                                        | 77’                                                                      |
| 3-7-2010                                                                 | Città del Capo                                                           | Argentina                                                                | 0 – 4                                                                    | Germania                                                                 | Mondiali 2010 - Quarti di finale                                         | -                                                                        | 75’                                                                      |
| 7-9-2010                                                                 | Buenos Aires                                                             | Argentina                                                                | 4 – 1                                                                    | Spagna                                                                   | Amichevole                                                               | 1                                                                        | 68’                                                                      |
| 20-6-2011                                                                | Buenos Aires                                                             | Argentina                                                                | 4 – 0                                                                    | Albania                                                                  | Amichevole                                                               | 1                                                                        | 61’                                                                      |
| 1-7-2011                                                                 | La Plata                                                                 | Argentina                                                                | 1 – 1                                                                    | Bolivia                                                                  | Coppa America 2011 - 1º turno                                            | 1                                                                        | 71’                                                                      |
| 6-7-2011                                                                 | Santa Fe                                                                 | Argentina                                                                | 0 – 0                                                                    | Colombia                                                                 | Coppa America 2011 - 1º turno                                            | -                                                                        | 60’                                                                      |
| 11-7-2011                                                                | Córdoba                                                                  | Argentina                                                                | 3 – 0                                                                    | Costa Rica                                                               | Coppa America 2011 - 1º turno                                            | 2                                                                        | 85’                                                                      |
| 16-7-2011                                                                | Santa Fe                                                                 | Argentina                                                                | 1 – 1 dts (4 - 5 dtr)                                                    | Uruguay                                                                  | Coppa America 2011 - Quarti di finale                                    | -                                                                        | 83’                                                                      |
| 2-9-2011                                                                 | Calcutta                                                                 | Argentina                                                                | 1 – 0                                                                    | Venezuela                                                                | Amichevole                                                               | -                                                                        | 77’                                                                      |
| 6-9-2011                                                                 | Dacca                                                                    | Argentina                                                                | 3 – 1                                                                    | Nigeria                                                                  | Amichevole                                                               | -                                                                        | 77’                                                                      |
| 15-11-2011                                                               | Barranquilla                                                             | Colombia                                                                 | 1 – 2                                                                    | Argentina                                                                | Qual. Mondiali 2014                                                      | 1                                                                        | 46’ 85’                                                                  |
| 29-2-2012                                                                | Berna                                                                    | Svizzera                                                                 | 1 – 3                                                                    | Argentina                                                                | Amichevole                                                               | -                                                                        |                                                                          |
| 2-6-2012                                                                 | Buenos Aires                                                             | Argentina                                                                | 4 – 0                                                                    | Ecuador                                                                  | Qual. Mondiali 2014                                                      | 1                                                                        | 52’ 63’                                                                  |
| 9-6-2012                                                                 | New York                                                                 | Argentina                                                                | 4 – 3                                                                    | Brasile                                                                  | Amichevole                                                               | -                                                                        | 74’                                                                      |
| 15-8-2012                                                                | Francoforte sul Meno                                                     | Germania                                                                 | 1 – 3                                                                    | Argentina                                                                | Amichevole                                                               | -                                                                        | 46’                                                                      |
| 12-10-2012                                                               | Mendoza                                                                  | Argentina                                                                | 3 – 0                                                                    | Uruguay                                                                  | Qual. Mondiali 2014                                                      | 1                                                                        | 79’                                                                      |
| 16-10-2012                                                               | Santiago del Cile                                                        | Cile                                                                     | 1 – 2                                                                    | Argentina                                                                | Qual. Mondiali 2014                                                      | -                                                                        | 82’                                                                      |
| 14-11-2012                                                               | Riyad                                                                    | Arabia Saudita                                                           | 0 – 0                                                                    | Argentina                                                                | Amichevole                                                               | -                                                                        |                                                                          |
| 6-2-2013                                                                 | Solna                                                                    | Svezia                                                                   | 2 – 3                                                                    | Argentina                                                                | Amichevole                                                               | 1                                                                        | 67’ - 75’                                                                |
| 7-6-2013                                                                 | Buenos Aires                                                             | Argentina                                                                | 0 – 0                                                                    | Colombia                                                                 | Qual. Mondiali 2014                                                      | -                                                                        | 81’                                                                      |
| 11-6-2013                                                                | Quito                                                                    | Ecuador                                                                  | 1 – 1                                                                    | Argentina                                                                | Qual. Mondiali 2014                                                      | 1                                                                        | 61’                                                                      |
| 14-6-2013                                                                | Città del Guatemala                                                      | Guatemala                                                                | 0 – 4                                                                    | Argentina                                                                | Amichevole                                                               | -                                                                        | 46’                                                                      |
| 10-9-2013                                                                | Asunción                                                                 | Paraguay                                                                 | 2 – 5                                                                    | Argentina                                                                | Qual. Mondiali 2014                                                      | 1                                                                        | 76’                                                                      |
| 11-10-2013                                                               | Buenos Aires                                                             | Argentina                                                                | 3 – 1                                                                    | Perù                                                                     | Qual. Mondiali 2014                                                      | -                                                                        | 54’                                                                      |
| 15-11-2013                                                               | East Rutherford                                                          | Ecuador                                                                  | 0 – 0                                                                    | Argentina                                                                | Amichevole                                                               | -                                                                        | 63’                                                                      |
| 18-11-2013                                                               | St. Louis                                                                | Argentina                                                                | 2 – 0                                                                    | Bosnia ed Erzegovina                                                     | Amichevole                                                               | 2                                                                        | 59’ 77’                                                                  |
| 5-3-2014                                                                 | Bucarest                                                                 | Romania                                                                  | 0 – 0                                                                    | Argentina                                                                | Amichevole                                                               | -                                                                        | 57’                                                                      |
| 7-6-2014                                                                 | La Plata                                                                 | Argentina                                                                | 2 – 0                                                                    | Slovenia                                                                 | Amichevole                                                               | -                                                                        | 58’                                                                      |
| 15-6-2014                                                                | Rio de Janeiro                                                           | Argentina                                                                | 2 – 1                                                                    | Bosnia ed Erzegovina                                                     | Mondiali 2014 - 1º turno                                                 | -                                                                        | 87’                                                                      |
| 21-6-2014                                                                | Belo Horizonte                                                           | Argentina                                                                | 1 – 0                                                                    | Iran                                                                     | Mondiali 2014 - 1º turno                                                 | -                                                                        | 77’                                                                      |
| 25-6-2014                                                                | Porto Alegre                                                             | Nigeria                                                                  | 2 – 3                                                                    | Argentina                                                                | Mondiali 2014 - 1º turno                                                 | -                                                                        | 38’                                                                      |
| 9-7-2014                                                                 | San Paolo                                                                | Paesi Bassi                                                              | 0 – 0 dts (2 - 4 dtr)                                                    | Argentina                                                                | Mondiali 2014 - Semifinale                                               | -                                                                        | 82’                                                                      |
| 13-7-2014                                                                | Rio de Janeiro                                                           | Germania                                                                 | 1 – 0 dts                                                                | Argentina                                                                | Mondiali 2014 - Finale                                                   | -                                                                        | 46’ 64’                                                                  |
| 3-9-2014                                                                 | Düsseldorf                                                               | Germania                                                                 | 2 – 4                                                                    | Argentina                                                                | Amichevole                                                               | 1                                                                        | 83’                                                                      |
| 11-10-2014                                                               | Pechino                                                                  | Brasile                                                                  | 2 – 0                                                                    | Argentina                                                                | Amichevole                                                               | -                                                                        | 61’                                                                      |
| 12-11-2014                                                               | Londra                                                                   | Argentina                                                                | 2 – 1                                                                    | Croazia                                                                  | Amichevole                                                               | 1                                                                        | 62’                                                                      |
| 31-3-2015                                                                | East Rutherford                                                          | Argentina                                                                | 2 – 1                                                                    | Ecuador                                                                  | Amichevole                                                               | 1                                                                        | 75’                                                                      |
| 6-6-2015                                                                 | San Juan                                                                 | Argentina                                                                | 5 – 0                                                                    | Bolivia                                                                  | Amichevole                                                               | 3                                                                        | 61’                                                                      |
| 13-6-2015                                                                | La Serena                                                                | Argentina                                                                | 2 – 2                                                                    | Paraguay                                                                 | Coppa America 2015 - 1º turno                                            | 1                                                                        | 76’                                                                      |
| 16-6-2015                                                                | La Serena                                                                | Argentina                                                                | 1 – 0                                                                    | Uruguay                                                                  | Coppa America 2015 - 1º turno                                            | 1                                                                        | 81’                                                                      |
| 26-6-2015                                                                | Viña del Mar                                                             | Argentina                                                                | 0 – 0 (5 – 4 dtr)                                                        | Colombia                                                                 | Coppa America 2015 - Quarti di finale                                    | -                                                                        | 20’ 73’                                                                  |
| 30-6-2015                                                                | Concepción                                                               | Argentina                                                                | 6 – 1                                                                    | Paraguay                                                                 | Coppa America 2015 - Semifinale                                          | 1                                                                        | 81’                                                                      |
| 4-7-2015                                                                 | Santiago del Cile                                                        | Cile                                                                     | 0 – 0 dts (4 - 1 dtr)                                                    | Argentina                                                                | Coppa America 2015 - Finale                                              | -                                                                        | 74’                                                                      |
| 4-9-2015                                                                 | Houston                                                                  | Argentina                                                                | 7 – 0                                                                    | Bolivia                                                                  | Amichevole                                                               | 2                                                                        | 81’                                                                      |
| 8-9-2015                                                                 | Arlington                                                                | Argentina                                                                | 2 – 2                                                                    | Messico                                                                  | Amichevole                                                               | 1                                                                        | 76’                                                                      |
| 8-10-2015                                                                | Buenos Aires                                                             | Argentina                                                                | 0 – 2                                                                    | Ecuador                                                                  | Qual. Mondiali 2018                                                      | -                                                                        | 24’                                                                      |
| 24-3-2016                                                                | Santiago del Cile                                                        | Cile                                                                     | 1 – 2                                                                    | Argentina                                                                | Qual. Mondiali 2018                                                      | -                                                                        | 65’                                                                      |
| 29-3-2016                                                                | Córdoba                                                                  | Argentina                                                                | 2 – 0                                                                    | Bolivia                                                                  | Qual. Mondiali 2018                                                      | -                                                                        | 78’                                                                      |
| 27-5-2016                                                                | San Juan                                                                 | Argentina                                                                | 1 – 0                                                                    | Honduras                                                                 | Amichevole                                                               | -                                                                        | 65’                                                                      |
| 6-6-2016                                                                 | Santa Clara                                                              | Argentina                                                                | 2 – 1                                                                    | Cile                                                                     | Coppa America Centenario - 1º turno                                      | -                                                                        | 74’                                                                      |
| 10-6-2016                                                                | Chicago                                                                  | Argentina                                                                | 5 – 0                                                                    | Panama                                                                   | Coppa America Centenario - 1º turno                                      | 1                                                                        | 76’                                                                      |
| 14-6-2016                                                                | Seattle                                                                  | Argentina                                                                | 3 – 0                                                                    | Bolivia                                                                  | Coppa America Centenario - 1º turno                                      | -                                                                        |                                                                          |
| 18-6-2016                                                                | Foxborough                                                               | Argentina                                                                | 4 – 1                                                                    | Venezuela                                                                | Coppa America Centenario - Quarti di finale                              | -                                                                        | 74’                                                                      |
| 26-6-2016                                                                | East Rutherford                                                          | Argentina                                                                | 0 – 0 dts (2 – 4 dtr)                                                    | Cile                                                                     | Coppa America Centenario - Finale                                        | -                                                                        | 70’                                                                      |
| 6-10-2016                                                                | Lima                                                                     | Perù                                                                     | 2 – 2                                                                    | Argentina                                                                | Qual. Mondiali 2018                                                      | -                                                                        | 73’                                                                      |
| 11-10-2016                                                               | Córdoba                                                                  | Argentina                                                                | 0 – 1                                                                    | Paraguay                                                                 | Qual. Mondiali 2018                                                      | -                                                                        | 48’                                                                      |
| 10-11-2016                                                               | Belo Horizonte                                                           | Brasile                                                                  | 3 – 0                                                                    | Argentina                                                                | Qual. Mondiali 2018                                                      | -                                                                        | 46’                                                                      |
| 23-3-2017                                                                | Buenos Aires                                                             | Argentina                                                                | 1 – 0                                                                    | Cile                                                                     | Qual. Mondiali 2018                                                      | -                                                                        | 59’                                                                      |
| 28-3-2017                                                                | La Paz                                                                   | Bolivia                                                                  | 2 – 0                                                                    | Argentina                                                                | Qual. Mondiali 2018                                                      | -                                                                        | 56’                                                                      |
| 11-11-2017                                                               | Mosca                                                                    | Russia                                                                   | 0 – 1                                                                    | Argentina                                                                | Amichevole                                                               | 1                                                                        | 87’                                                                      |
| 14-11-2017                                                               | Krasnodar                                                                | Argentina                                                                | 2 – 4                                                                    | Nigeria                                                                  | Amichevole                                                               | 1                                                                        | 46’                                                                      |
| 29-5-2018                                                                | Buenos Aires                                                             | Argentina                                                                | 4 – 0                                                                    | Haiti                                                                    | Amichevole                                                               | 1                                                                        | 59’                                                                      |
| 16-6-2018                                                                | Mosca                                                                    | Argentina                                                                | 1 – 1                                                                    | Islanda                                                                  | Mondiali 2018 - 1º turno                                                 | 1                                                                        |                                                                          |
| 21-6-2018                                                                | Nižnij Novgorod                                                          | Argentina                                                                | 0 – 3                                                                    | Croazia                                                                  | Mondiali 2018 - 1º turno                                                 | -                                                                        | 55’                                                                      |
| 26-6-2018                                                                | San Pietroburgo                                                          | Nigeria                                                                  | 1 – 2                                                                    | Argentina                                                                | Mondiali 2018 - 1º turno                                                 | -                                                                        | 80’                                                                      |
| 30-6-2018                                                                | Kazan'                                                                   | Francia                                                                  | 4 – 3                                                                    | Argentina                                                                | Mondiali 2018 - Ottavi di finale                                         | 1                                                                        | 66’                                                                      |
| 8-6-2019                                                                 | San Juan                                                                 | Argentina                                                                | 5 – 1                                                                    | Nicaragua                                                                | Amichevole                                                               | -                                                                        | 46’                                                                      |
| 15-6-2019                                                                | Salvador                                                                 | Argentina                                                                | 0 – 2                                                                    | Colombia                                                                 | Coppa America 2019 - 1º turno                                            | -                                                                        | 79’                                                                      |
| 19-6-2019                                                                | Belo Horizonte                                                           | Argentina                                                                | 1 – 1                                                                    | Paraguay                                                                 | Coppa America 2019 - 1º turno                                            | -                                                                        | 46’                                                                      |
| 23-6-2019                                                                | Porto Alegre                                                             | Qatar                                                                    | 0 – 2                                                                    | Argentina                                                                | Coppa America 2019 - 1º turno                                            | 1                                                                        |                                                                          |
| 28-6-2019                                                                | Rio de Janeiro                                                           | Venezuela                                                                | 0 – 2                                                                    | Argentina                                                                | Coppa America 2019 - Quarti di finale                                    | -                                                                        | 85’                                                                      |
| 2-7-2019                                                                 | Belo Horizonte                                                           | Brasile                                                                  | 2 – 0                                                                    | Argentina                                                                | Coppa America 2019 - Semifinale                                          | -                                                                        | 90+4’                                                                    |
| 6-7-2019                                                                 | San Paolo                                                                | Argentina                                                                | 2 – 1                                                                    | Cile                                                                     | Coppa America 2019 - Finale 3º posto                                     | 1                                                                        | 81’                                                                      |
| 18-11-2019                                                               | Tel Aviv                                                                 | Argentina                                                                | 2 – 2                                                                    | Uruguay                                                                  | Amichevole                                                               | 1                                                                        |                                                                          |
| 14-6-2021                                                                | Rio de Janeiro                                                           | Argentina                                                                | 1 – 1                                                                    | Cile                                                                     | Coppa America 2021 - 1º turno                                            | -                                                                        | 80’                                                                      |
| 21-6-2021                                                                | Brasilia                                                                 | Argentina                                                                | 1 – 0                                                                    | Paraguay                                                                 | Coppa America 2021 - 1º turno                                            | -                                                                        | 59’                                                                      |
| 28-6-2021                                                                | Cuiabá                                                                   | Bolivia                                                                  | 1 – 4                                                                    | Argentina                                                                | Coppa America 2021 - 1º turno                                            | -                                                                        | 63’                                                                      |
| 3-7-2021                                                                 | Goiânia                                                                  | Argentina                                                                | 3 – 0                                                                    | Ecuador                                                                  | Coppa America 2021 - Quarti di finale                                    | -                                                                        | 90+4’                                                                    |
| Totale                                                                   |                                                                          | Presenze (8º posto)                                                      | 101                                                                      |                                                                          | Reti (3º posto)                                                          | 42                                                                       |                                                                          |

| Cronologia completa delle presenze e delle reti in nazionale ― Argentina Olimpica | Cronologia completa delle presenze e delle reti in nazionale ― Argentina Olimpica | Cronologia completa delle presenze e delle reti in nazionale ― Argentina Olimpica | Cronologia completa delle presenze e delle reti in nazionale ― Argentina Olimpica | Cronologia completa delle presenze e delle reti in nazionale ― Argentina Olimpica | Cronologia completa delle presenze e delle reti in nazionale ― Argentina Olimpica | Cronologia completa delle presenze e delle reti in nazionale ― Argentina Olimpica | Cronologia completa delle presenze e delle reti in nazionale ― Argentina Olimpica |
| Data                                                                              | Città                                                                             | In casa                                                                           | Risultato                                                                         | Ospiti                                                                            | Competizione                                                                      | Reti                                                                              | Note                                                                              |
| --------------------------------------------------------------------------------- | --------------------------------------------------------------------------------- | --------------------------------------------------------------------------------- | --------------------------------------------------------------------------------- | --------------------------------------------------------------------------------- | --------------------------------------------------------------------------------- | --------------------------------------------------------------------------------- | --------------------------------------------------------------------------------- |
| 7-8-2008                                                                          | Shanghai                                                                          | Costa d'Avorio olimpica                                                           | 1 – 2                                                                             | Argentina olimpica                                                                | Olimpiadi 2008 - 1º turno                                                         | -                                                                                 | 62’ 80’                                                                           |
| 10-8-2008                                                                         | Shanghai                                                                          | Argentina olimpica                                                                | 1 – 0                                                                             | Australia olimpica                                                                | Olimpiadi 2008 - 1º turno                                                         | -                                                                                 | 61’                                                                               |
| 16-8-2008                                                                         | Shanghai                                                                          | Argentina olimpica                                                                | 2 – 1 dts                                                                         | Paesi Bassi olimpica                                                              | Olimpiadi 2008 - Quarti di finale                                                 | -                                                                                 | 99’                                                                               |
| 19-8-2008                                                                         | Pechino                                                                           | Argentina olimpica                                                                | 3 – 0                                                                             | Brasile olimpica                                                                  | Olimpiadi 2008 - Semifinale                                                       | 2                                                                                 |                                                                                   |
| 23-8-2008                                                                         | Pechino                                                                           | Nigeria olimpica                                                                  | 0 – 1                                                                             | Argentina olimpica                                                                | Olimpiadi 2008 - Finale                                                           | -                                                                                 | 79’                                                                               |
| Totale                                                                            |                                                                                   | Presenze                                                                          | 5                                                                                 |                                                                                   | Reti                                                                              | 2                                                                                 |                                                                                   |

| Cronologia completa delle presenze e delle reti in nazionale ― Argentina under 20 | Cronologia completa delle presenze e delle reti in nazionale ― Argentina under 20 | Cronologia completa delle presenze e delle reti in nazionale ― Argentina under 20 | Cronologia completa delle presenze e delle reti in nazionale ― Argentina under 20 | Cronologia completa delle presenze e delle reti in nazionale ― Argentina under 20 | Cronologia completa delle presenze e delle reti in nazionale ― Argentina under 20 | Cronologia completa delle presenze e delle reti in nazionale ― Argentina under 20 | Cronologia completa delle presenze e delle reti in nazionale ― Argentina under 20 |
| Data                                                                              | Città                                                                             | In casa                                                                           | Risultato                                                                         | Ospiti                                                                            | Competizione                                                                      | Reti                                                                              | Note                                                                              |
| --------------------------------------------------------------------------------- | --------------------------------------------------------------------------------- | --------------------------------------------------------------------------------- | --------------------------------------------------------------------------------- | --------------------------------------------------------------------------------- | --------------------------------------------------------------------------------- | --------------------------------------------------------------------------------- | --------------------------------------------------------------------------------- |
| 14-6-2005                                                                         | Enschede                                                                          | Egitto under 20                                                                   | 0 – 2                                                                             | Argentina under 20                                                                | Mondiali Under-20 2005 - 1º turno                                                 | -                                                                                 |                                                                                   |
| 18-6-2005                                                                         | Emmen                                                                             | Argentina under 20                                                                | 1 – 0                                                                             | Germania under 20                                                                 | Mondiali Under-20 2005 - 1º turno                                                 | -                                                                                 |                                                                                   |
| 28-6-2005                                                                         | Utrecht                                                                           | Brasile under 20                                                                  | 1 – 2                                                                             | Argentina under 20                                                                | Mondiali Under-20 2005 - Semifinale                                               | -                                                                                 |                                                                                   |
| 2-7-2005                                                                          | Utrecht                                                                           | Argentina under 20                                                                | 2 – 1                                                                             | Nigeria under 20                                                                  | Mondiali Under-20 2005 - Finale                                                   | -                                                                                 |                                                                                   |
| 30-6-2007                                                                         | Ottawa                                                                            | Argentina under 20                                                                | 0 – 0                                                                             | Rep. Ceca under 20                                                                | Mondiali Under-20 2007 - 1º turno                                                 | -                                                                                 |                                                                                   |
| 3-7-2007                                                                          | Ottawa                                                                            | Panama under 20                                                                   | 0 – 6                                                                             | Argentina under 20                                                                | Mondiali Under-20 2007 - 1º turno                                                 | 2                                                                                 |                                                                                   |
| 6-7-2007                                                                          | Ottawa                                                                            | Argentina under 20                                                                | 1 – 0                                                                             | Corea del Nord under 20                                                           | Mondiali Under-20 2007 - 1º turno                                                 | 1                                                                                 | cap.                                                                              |
| 12-7-2007                                                                         | Toronto                                                                           | Argentina under 20                                                                | 3 – 1                                                                             | Polonia under 20                                                                  | Mondiali Under-20 2007 - Ottavi di finale                                         | 2                                                                                 |                                                                                   |
| 15-7-2007                                                                         | Ottawa                                                                            | Argentina under 20                                                                | 1 – 0                                                                             | Messico under 20                                                                  | Mondiali Under-20 2007 - Quarti di finale                                         | -                                                                                 |                                                                                   |
| 19-7-2007                                                                         | Toronto                                                                           | Cile under 20                                                                     | 0 – 3                                                                             | Argentina under 20                                                                | Mondiali Under-20 2007 - Semifinale                                               | -                                                                                 |                                                                                   |
| 22-7-2007                                                                         | Toronto                                                                           | Rep. Ceca under 20                                                                | 1 – 2                                                                             | Argentina under 20                                                                | Mondiali Under-20 2007 - Finale                                                   | 1                                                                                 | cap.                                                                              |
| Totale                                                                            |                                                                                   | Presenze                                                                          | 11                                                                                |                                                                                   | Reti                                                                              | 6                                                                                 |                                                                                   |

## Palmarès

### Club

#### Competizioni nazionali
- Campionato inglese: 5

Manchester City: 2011-2012, 2013-2014, 2017-2018, 2018-2019, 2020-2021
- Community Shield: 3

Manchester City: 2012, 2018, 2019
- Coppa di Lega inglese: 6  (record condiviso con Fernandinho)

Manchester City: 2013-2014, 2015-2016, 2017-2018, 2018-2019, 2019-2020, 2020-2021
- Coppa d'Inghilterra: 1

Manchester City: 2018-2019

#### Competizioni internazionali
- UEFA Europa League: 1

Atlético Madrid: 2009-2010
- Supercoppa UEFA: 1

Atlético Madrid: 2010

### Nazionale
- Campionato mondiale Under-20: 2

Paesi Bassi 2005, Canada 2007
- Oro olimpico: 1

Pechino 2008
- Coppa America: 1

Brasile 2021

### Individuale
- Equipo Ideal de América: 1

2005
- Scarpa d'oro del campionato del mondo Under-20: 1

Canada 2007 (6 gol)
- Pallone d'oro del campionato del mondo Under-20: 1

Canada 2007
- European Golden Boy: 1

2007
- Miglior giocatore sudamericano della Primera División (Trofeo EFE): 1

2008
- Miglior giocatore straniero della Primera División (Premio Don Balón): 1

2008
- Giovane calciatore dell'anno (World Soccer): 1

2009
- Capocannoniere della Premier League: 1

2014-2015 (26 gol)
- Miglior giocatore della Community Shield: 1

2018
- Squadra maschile CONMEBOL del decennio 2011-2020 IFFHS: 1

2020

### Videografia
- Federico Buffa, Storie di Campioni - Buffa Racconta: Diego Armando Maradona, Sky Sport, 2012.